# Abe Masakatsu
Abe Masakatsu (阿部 正勝, 4 de julho de 1541 - 19 de maio de 1600) foi um samurai japonês do Clã Abe de Mikawa que serviu Tokugawa Ieyasu. Filho de Abe Masanobu, Masakatsu serviu Ieaysu desde cedo, primeiramente acompanhando-o a Sunpu como um refém. Em 1590, Ieyasu deu-lhe Ichihara na Província de Izu, e Hatogaya, na Província de Musashi, o que deu a Masakatsu 5.000 kokus de terra. Masakatsu também recebeu o sobrenome honorário dos Toyotomi de Toyotomi Hideyoshi em 1594. Masakatsu morreu em Osaka em 1600; seu sucessor, Abe Masatsugu, recebeu uma alta na bolsa, transformando suas heranças em Hatogaya numa han.